# Raduga K-9
Raduga K-9 (tên ký hiệu của NATO AA-4 Awl) là một tên lửa không đối không tầm xa được Liên Xô phát triển vào cuối thập niên 1950. Nó được thiết kế bởi MKB Raduga (Phòng thiết kế chế tạo Raduga), một phòng thiết kế của Mikoyan-Gurevich. K-9 còn được biết đến với tên gọi K-155, và trong trang bị nó được gọi tên là R-38. Nó được dự định trang bị cho MiG Ye-152A, một phiên bản thí nghiệm 2 động cơ của Mikoyan-Gurevich MiG-21. MiG Ye-152 được trông thấy tại Tushino vào năm 1961, một mẫu của tên lửa K-9 được trông thấy cùng với MiG Ye-152.
Cả hai chưa bao giờ được đưa vào sản xuất.

## Thông số kỹ thuật
- Chiều dài: 5.2 m.
- Sải cánh: 1.8 m.
- Khối lượng: 400 kg.
- Đường kính: 305 mm.
- Tầm bay: 100 km.
- Hệ thống dẫn đường: sóng vô tuyến.